# Amata creobota
Amata creobota är en fjärilsart som beskrevs av Holland 1893. Amata creobota ingår i släktet Amata och familjen björnspinnare. Inga underarter finns listade i Catalogue of Life.